# Токажевский-Карашевич, Михал
Михал Тадеуш Токаржевски-Карашевич (пол. Michał Tadeusz Karaszewicz-Tokarzewski; 5 января 1893, Львов — 19 марта 1964, Касабланка, Марокко) — генерал брони  Войска Польского, масон, теософ, клирик Либеральной католической церкви.

## Биография
Родился во Львове в семье Болеслава и Елены Токаржевских. Воспитывался матерью и тетей. Окончил среднюю школу в Дрогобыче. В 1913 году начал учиться на факультете права и политических наук францисканского университета во Львове, затем поступил на медицинский факультет Ягеллонского университета в Кракове. Будучи студентом, заинтересовался социалистическим движением, был активным членом организаций независимости Юзефа Пилсудского. Стал членом Польской социалистической партии-Революционной фракции. Обучался в польской секретной военной организации. Летом 1913 года заслужил офицерский знак «Parasol». До Первой мировой войны как гражданин Австро-Венгрии был призван в армию, где окончил курс офицеров запаса.
В начале Первой мировой войны вступил во входивший в состав австро-венгерской армии Польский легион Ю. Пилсудского. Участвовал в боях с российскими войсками, был взят в плен. В 1918 вступил в Войско Польское.
Принял командование 5-м пехотным полком, участвовал в боях под Перемышлем. Под его командованием 21 ноября 1918 года полк прорвался во Львов со стороны Перемышля, благодаря чему поляки приобрели перевес и к вечеру взяли в кольцо украинцев в центре Львова. В ходе боевых действий под Вильнюсом командовал бригадой в пехотной дивизии. В июне 1919 года был повышен в звании до полковника. В 1924 году был назначен командиром 19-й пехотной дивизии в Вильнюсе и командовал ею до 1926 года.
1 декабря 1924 года Президент Республики Польша Станислав Войцеховский по просьбе военного министра, генерал-майора Владислава Сикорского, выдвинул его в бригадные генералы.
В 1939 году командовал VIII корпусным районом со штабом в Торуне, на базе которого после начала Второй мировой войны была сформирована 8-я оперативная группа в составе армии «Поморье».
После падения Варшавы получил через генерала Ю. Руммеля приказ перейти на нелегальное положение. 27.9.1939 года, собрав несколько десятков офицеров, создал подпольную Службу за победу Польши (Służba Zwycięstwu Polski; SZP) и стал её руководителем. 24.12.1939 года SZP был преобразован в Союз вооружённой борьбы (ZVZ), подчиненный эмигрантскому правительству. 16 января 1940 года был назначен руководителем района ZVZ, в который входили территории Польши, оккупированные СССР. Был известен под псевдонимами Столарски и Торвид.
В ночь на 7 марта 1940 года при переходе советско-немецкой границы был арестован органами НКВД.
После принятия решения о формировании польских войск, в августе 1941 года был освобожден и зачислен в армию генерала В. Андерса, где занял пост командира 6-й пехотной дивизии. С марта 1943 года по декабрь 1944 года — заместитель командующего армией на Востоке генерала Андерса. В 1944-45 годах — командир III польского корпуса в Египте. После окончания Второй мировой войны остался в Великобритании.
Похоронен на Бромптонском кладбище в Лондоне.

## Невоенная деятельность
Лично он считал себя социалистом.
Посвятил себя теософии и масонству. Помимо учения католической церкви, генерал пытался найти ключ к пониманию места человека в природе. В 1921 году вступил в Виленскую масонскую ложу им. Томаша Зан. По словам биографа генерала Даниэля Баргеловского, к этому решению его привели его социалистические убеждения и желание осуществить социальные изменения, посредством этического формирования граждан. Масонство коррелировало с его мировоззрением, основным посланием которого был культ разума и религиозной терпимости.
Михал Карашевич-Токажевский также хотел понять гармонию Вселенной, и, ответы на свои дилеммы он нашел  в теософии. Матерью этого духовного учения стала, русский мистик XIX века, Елена Блаватская, которая, на основе соединения европейских и буддийских философских традиций, создала оригинальную систему духовного развития, предлагающую объяснения механизмов, управляющих космосом и даже достижения необычных результатов экстрасенсорных способностей.
Карашевич-Токажевский был одним из трех личностей, имеющих право носить серебряную свастику. Принимал участие в сеансах, организованных Польским теософским обществом в Менженине. Будучи верным (с 1925 года) Либерально-католической церкви, 14 ноября 1926 года он принял сан священника и был рукоположен епископом Джеймсом Ингаллом Веджвудом в Варшаве.
Он совмещал свои теософские обязанности с членством в масонстве. По его инициативе, был обеспечен доступ к Королевскому искусству для женщин. Во время работ по созданию новой ложи о Прав человека, Токажевский подружился с доктором Джорджем Сиднеем Арундалом, высокопосвященным британским масоном индийского происхождения и его женой. Это знакомство пригодились генералу в его масонских связях, поскольку доктор Арундал, со временем, дожил до должности президента Международного Теософского Общества со штаб-квартирой в Адьяре, недалеко от индийского города Мадрас.
Генерал Карашевич-Токажевский был одним из самых активных польских масонов. Он принадлежал к Великой Национальной Ложе Польши и Ордену Права Человека. Он был соучредителем и членом следующих лож: Томаш Зан, Орел Белый, Святой Грааль и Св. Михаил Архангел. В 1937 году он получил высшую в древнем и признанном шотландском обряде 33-ю степень посвящения.

## Награды
- Орден Белого орла (награждён посмертно в 1964 году правительством Польши в изгнании).
- Орден Возрождения Польши: Офицер, Командор.
- Орден воинской доблести: V класс, II класс.
- Крест Независимости с мечами.
- Крест Храбрых: 4 раза.
- Крест Заслуги: 2 раза.